# Лебедєва Наталія Сергіївна
Ната́лія Сергі́ївна Ле́бедєва (1939) — радянський і російський історик, кандидат історичних наук Росії, доктор історичних наук Польщі, провідний науковий співробітник Інституту загальної історії РАН.

## До біографії
Дочка Сергія Олексійовича Лебедєва — основоположника радянської електронної обчислювальної техніки.
У 1962 закінчила з відзнакою Московський державний історико-архівний інститут.
Працювала в Інституті історії АН СРСР.
З 1967 року — в Інституті загальної історії АН СРСР, згодом Інститут загальної історії РАН.
У 1970 році захистила кандидатську дисертацію за темою «Передісторія Нюрнберзького процесу».
У 1996 році Лодзинский університет (Польща) присвоїв їй ступінь доктора, габілітованого в області загальної історії.
Працює провідним науковим співробітником Інституту загальної історії РАН.

## Наукова діяльність і праці
Видатний фахівець у галузі історії міжнародних відносин новітнього часу і історії Другої світової війни. Зробила великий внесок у дослідження катинського злочину сталінського режиму.
Автор монографій:
- «Підготовка Нюрнберзького процесу»,
- «Беззастережна капітуляція агресорів»,
- «Катинь: злочин проти людства» та інших

Укладач і редактор збірників документів:
- "Нюрнберзький процес. У восьми томах ",
- «Комінтерн і друга світова війна» в 2-х тт.,
- "Катинь. Бранці неоголошеної війни ",
- "Катинь. 1940—2000 ",
- «СРСР і Литва в роки другої світової війни» в 2-х тт. та ін.

Учасник російсько-польської Групи зі складних питань російсько-польських відносин в історії ХХ століття.
Входить до складу редакційних рад серій:
- "Росія. ХХ століття. Документи «Міжнародного фонду» Демократія "(Фонду Олександра Н. Яковлєва),
- Єльского університету «Аннали комунізму» (Annals of Communism, Yale University Press) і редколегії польського журналу «Пшегланд Всходні» («Przeglad Wschodni»), Входить до складу наукових рад ряду польських науково-дослідних інститутів.

## Відзнаки
Має урядові нагороди РФ і Республіки Польща.
У 2012 р. була номінована в числі трьох російських істориків на премію ім. Єгора Гайдара.